# Sékou Condé
Sékou Condé (sinh ngày 9 tháng 6 năm 1993) là một trung vệ bóng đá người Guinée thi đấu với tư cách cầu thủ tự do.

## Sự nghiệp câu lạc bộ
Sau khi Condé thi đấu cho các câu lạc bộ Ukraina và Israel, vào tháng 8 năm 2015 anh ký hợp đồng với FC Olimpik Donetsk và có màn ra mắt in the Giải bóng đá ngoại hạng Ukraina trong trận đấu với FC Oleksandriya vào ngày 15 tháng 8 năm 2015.

## Sự nghiệp quốc tế
Vào tháng 9 năm 2015 Condé được triệu tập vào Đội tuyển bóng đá quốc gia Guinée thi đấu với Algérie (9 tháng 10) và Maroc (12 tháng 10).

## Thống kê sự nghiệp

### Câu lạc bộ
Tính đến 20 tháng 5 năm 2018
| Câu lạc bộ              | Mùa giải            | Giải vô địch                    | Giải vô địch | Giải vô địch | Cúp     | Cúp       | Châu lục | Châu lục  | Khác    | Khác      | Tổng cộng | Tổng cộng |
| Câu lạc bộ              | Mùa giải            | Hạng đấu                        | Số trận      | Bàn thắng    | Số trận | Bàn thắng | Số trận  | Bàn thắng | Số trận | Bàn thắng | Số trận   | Bàn thắng |
| ----------------------- | ------------------- | ------------------------------- | ------------ | ------------ | ------- | --------- | -------- | --------- | ------- | --------- | --------- | --------- |
| Dnipro                  | 2012–13             | Giải bóng đá ngoại hạng Ukraina | 0            | 0            | 0       | 0         | 0        | 0         | –       | –         | 0         | 0         |
| Dnipro                  | 2013–14             | Giải bóng đá ngoại hạng Ukraina | 0            | 0            | 0       | 0         | 0        | 0         | –       | –         | 0         | 0         |
| Dnipro                  | Tổng cộng           | Tổng cộng                       | 0            | 0            | 0       | 0         | 0        | 0         | 0       | 0         | 0         | 0         |
| Hakoah Amidar Ramat Gan | 2014–15             | Liga Leumit                     | 2            | 0            | 0       | 0         | –        | –         | –       | –         | 2         | 0         |
| Hapoel Petah Tikva      | 2014–15             | Giải bóng đá ngoại hạng Israel  | 3            | 0            | 0       | 0         | –        | –         | –       | –         | 3         | 0         |
| Olimpik Donetsk         | 2015–16             | Giải bóng đá ngoại hạng Ukraina | 13           | 0            | 3       | 0         | –        | –         | –       | –         | 16        | 0         |
| Amkar Perm              | 2016–17             | Giải bóng đá ngoại hạng Nga     | 16           | 0            | 2       | 0         | –        | –         | –       | –         | 18        | 0         |
| Amkar Perm              | 2017–18             | Giải bóng đá ngoại hạng Nga     | 20           | 0            | 2       | 0         | –        | –         | 1       | 0         | 23        | 0         |
| Amkar Perm              | Tổng cộng           | Tổng cộng                       | 36           | 0            | 4       | 0         | 0        | 0         | 1       | 0         | 41        | 0         |
| Tổng cộng sự nghiệp     | Tổng cộng sự nghiệp | Tổng cộng sự nghiệp             | 54           | 0            | 7       | 0         | 0        | 0         | 1       | 0         | 62        | 0         |

### Bàn thắng quốc tế
Bàn thắng và kết quả của Guinée được để trước.
| #  | Ngày                 | Địa điểm                              | Đối thủ | Bàn thắng | Kết quả | Giải đấu           |
| -- | -------------------- | ------------------------------------- | ------- | --------- | ------- | ------------------ |
| 1. | 14 tháng 11 năm 2019 | Sân vận động 26 tháng 3, Bamako, Mali | Mali    | 2–2       | 2–2     | Vòng loại CAN 2021 |